# Iniö
Iniö är en tidigare kommun i Åbolands skärgårds nordvästra del. Iniös centralort är Norrby.

## Geografi
Iniö har över ett tusen öar och skär. Av dem är 11 fast bebodda: Hepmo, Iniölandet med Norrby och Söderby, Jumo, Keistiö med halvön Helgö, Kolko, Kvarnholm, Lammholm, Perkala, Ytterstö och Åselholm. Huvudön är Iniölandet med det mesta av all service. Enligt församlingens statistik döptes på Iniö under åren 1730–1859 8,2–13,1 personer per år. Folkmängden på Iniö var år 1750 350 och 1865 466 personer samt då kommunen upphörde 2008 249 invånare. Då var 70 % av invånarna svensk- och 30 % finskspråkiga. Iniö kan nås med landsvägsfärja norrifrån genom Gustavs och söderifrån genom Houtskär.

## Historia
Iniö har åtminstone tidvis varit befolkat under järnåldern och befolkningen var då inte svensk. Över 30 bevarade ortnamn har getts innan den svenska kolonisationen inleddes och bland dem finns namnen på huvudöarna Iniö, Keistiö, Jumo, Kolko och enstaka gamla önamn som Hovsäl, Kovermo och Masmo. Bland dem är Iniö, Jumo och Kolko möjligen nordvästestniska. När den svenska kolonisation inleddes fanns den äldre befolkningen kvar och överförde ortnamnen till dem. Yngre finska namn saknas helt.
Utöver de gamla, försvenska ortnamnen har Iniö också den ena av den åboländska skärgårdens fornborgar från sen järnålder. Den ligger på Borgholm i Jumo by och är 15 ha stor. Dess högsta punkt i nordväst ligger 28 m över havet. Stränderna i norr och nordväst är branta medan övriga är  flacka. Längs holmens östra, södra och västra sida finns lämningar av stenmurar parallella med stränderna. Murarna är kallmurade och har en sammanlagd längd på 450 meter. Stället påminner om järnåldersborgarna på Åland och i Egentliga Finland. Murarnas läge säger att en byggnadstid tidigare än 800-talet är otänkbar men borgen är knappast mycket yngre än så.
Man räknar med att Iniö liksom den östligaste delen av Åland och Östra Nyland nåddes av den andra svenska kolonisationsvågen till Finland vid 1200-talets mitt. Iniö socken och församling lydde under hela medeltiden och länge efter det under Tövsala. Till Iniö bol hörde då stora delar av Velkua och de östligaste öarna i Houtskär. I Iniö bol fanns inte enstaka hemman och byarna hade flera hemman än vad som var vanligt i området. I slutet av medeltiden var skattebönderna 44 och det fanns inget frälse. Som administrativ enhet framträdde Iniö bol första gången under skatteåret 1463–1464. Skatterna utgick mest som fisk. Iniö bol var 1542 förlänat till Albrekt Tolk. Iniö lydde rättsligt under Vemo härad. Årligen hölls ett ting i Iniö. År 1642 fick ett nytt timrat kapell ersätta det gamla kapellet och år 1689 fick Iniö en egen kaplan.
Det stora nordiska kriget berörde också Iniö eftersom både svenska och ryska skärgårdsflottorna rörde sig i skärgården. Den ryktbare partigängaren Stefan Löfving kom på våren 1714 till Iniö och fick då höra att en rysk trupp med en fänrik och 12 soldater härjade på ön Kolko men innan han hann ta sig dit kom ryssarna till kyrkbacken i Norrby och där mötte han och en volontär dem och slog ihjäl fänriken och fyra soldater. De övriga flydde och krigsbytet blev fem hästar och åtta lass med byte. Den nuvarande stenkyrkan Sofia Wilhelmina invigdes år 1801. Iniö blev en självständig kommun år 1869 och fick en självständig församling år 1908. Iniös kommunvapen komponerades av Gustaf von Numers år 1956. Från början av år 2009 är Iniö en kommundel i Väståbolands stad, som från 2012 heter Pargas stad.

## Politik

### Mandatfördelning i Iniö kommun, valen 1976–2004
| 13 |

| 13 |

| 13 |

| 13 |

| 13 |

| 13 |

| 13 |

| 13 |

| 8 | 5 |

## Övrigt
På 1980-talet valdes fågelsoppa till Iniös sockenmaträtt. Den kokas på sjöfågel med klimp av potatis och vetemjöl.
I Iniö verkar en deltidsboendeförening med över 300 medlemmar.

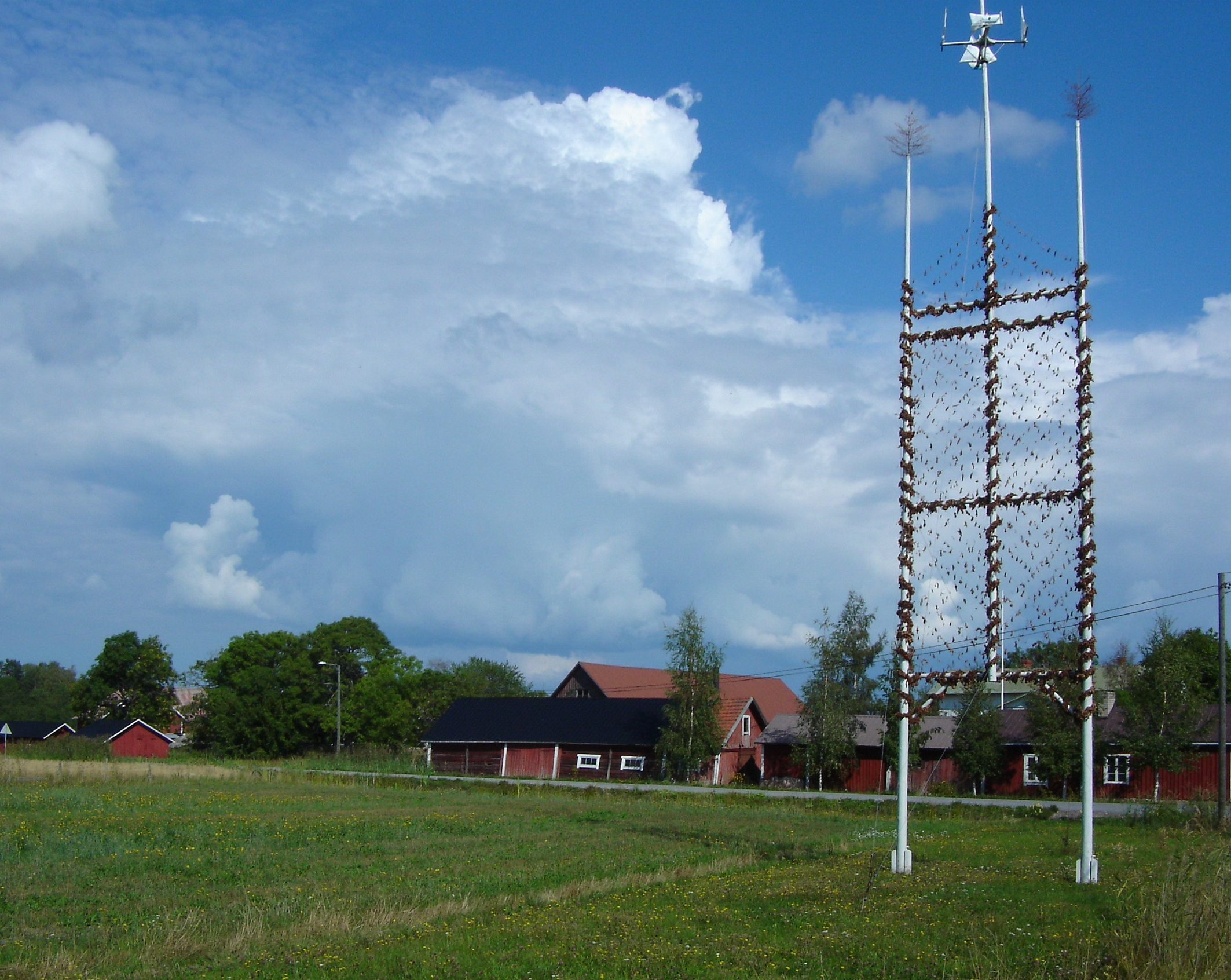
Midsommarstången i Iniö Norrby.
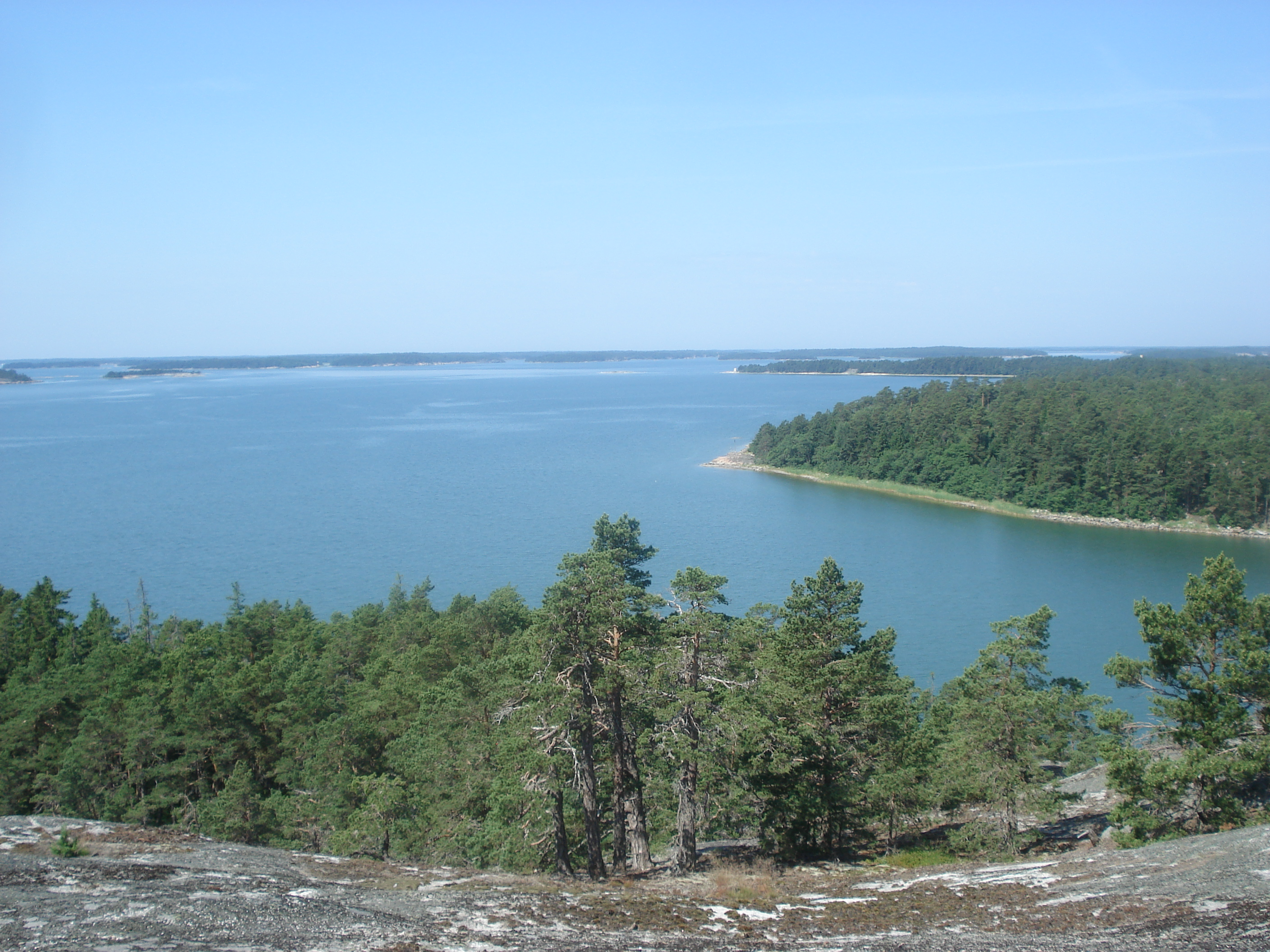
Utsikt från Kasberget.
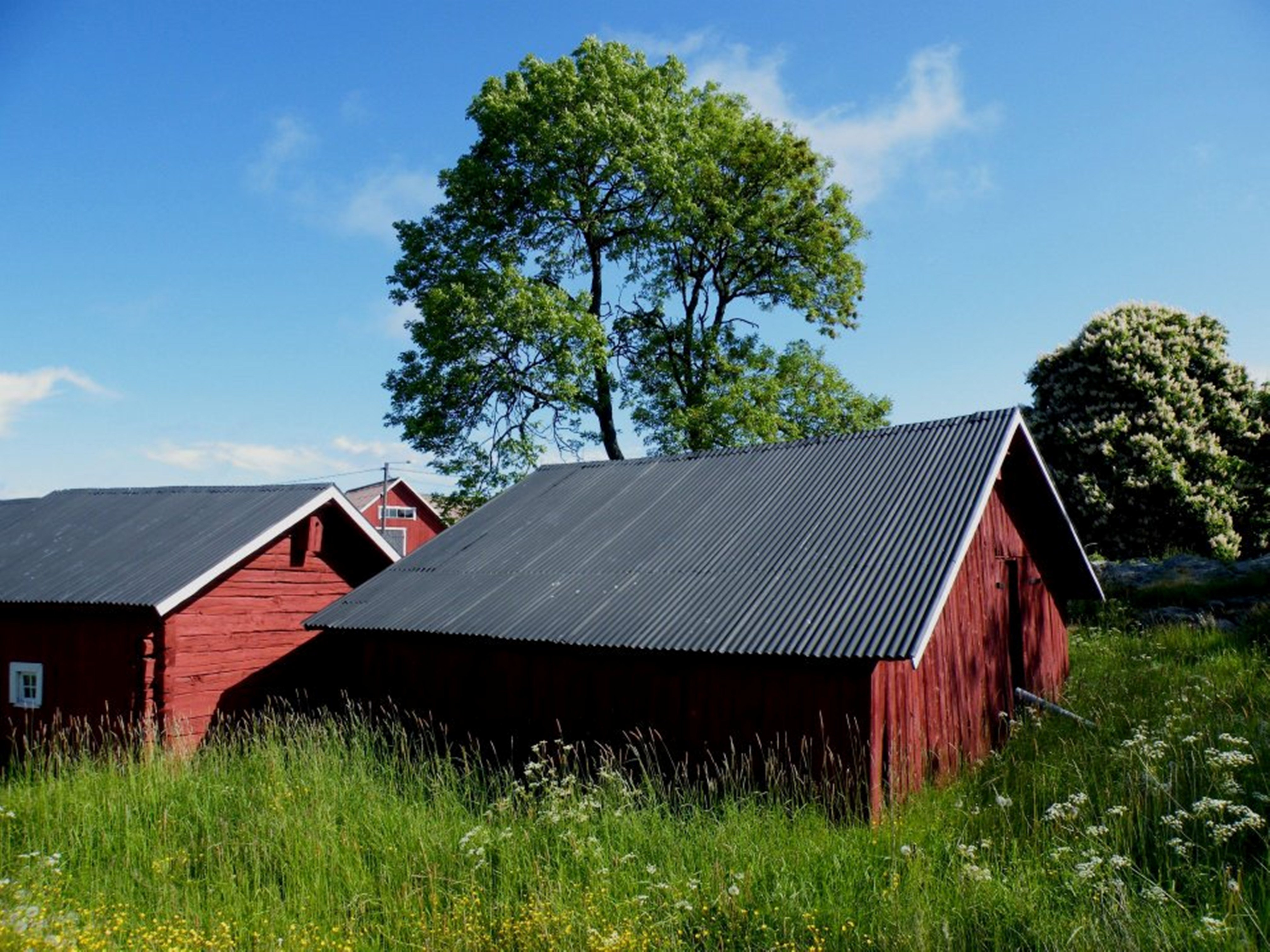
Gamla bodar.
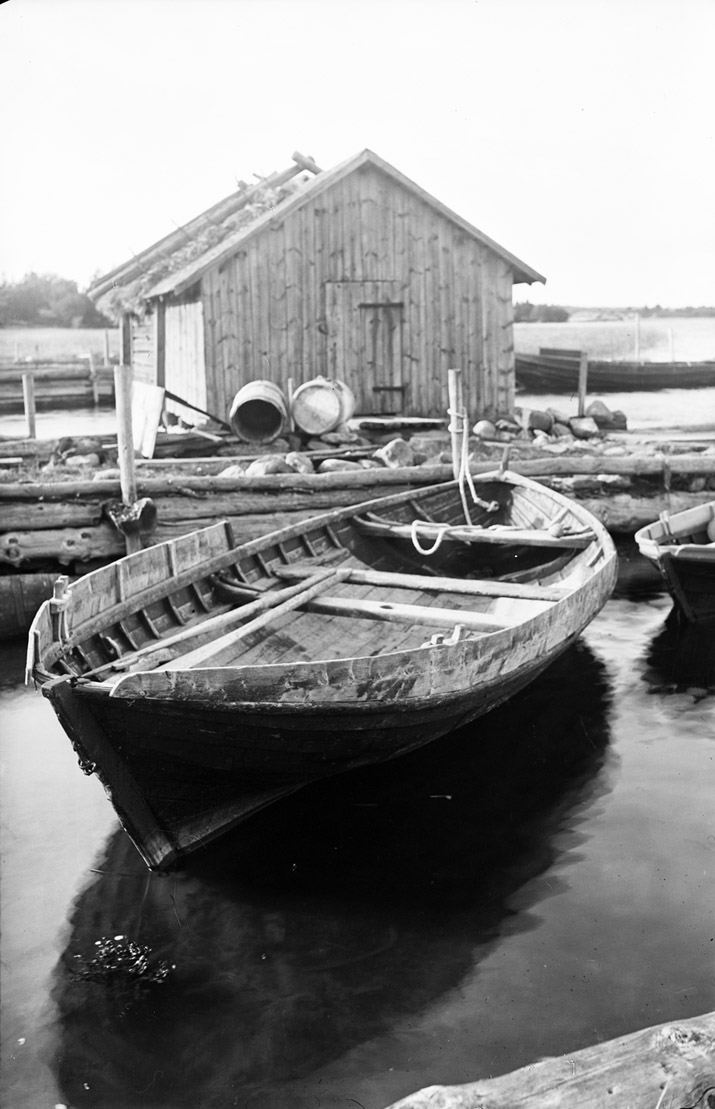
Skötbåt i Norrby 1932.
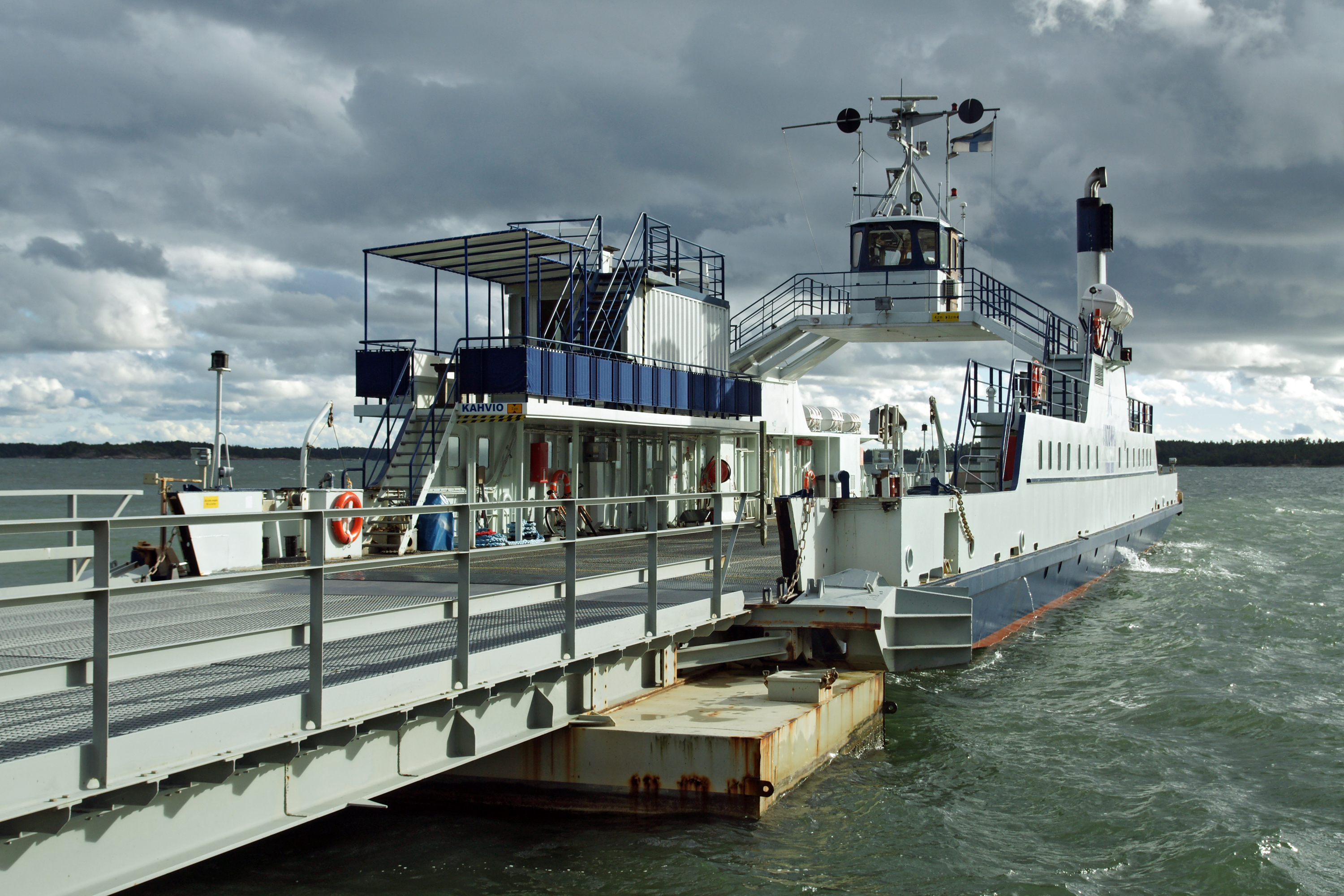
Skärgårdens ringväg.